# Noroeste (Botswana)
O Distrito do Noroeste (ou Ngamiland) é um dos 10 distritos rurais de Botswana. Sua capital é a cidade de Maun.

## Demografia
De acordo com o Censo de Botswana, a população total do distrito era 152 284 em 2011, acima dos 142 970 em 2001 (um aumento de 21,99%). A taxa de crescimento anual da população durante a década foi de 2,08%. A população do distrito era de 8,67% da população total do país. A proporção de sexo era de 95,11 mulheres para cada 100 homens, em comparação com 93,43 em 2001. O tamanho médio das famílias era de 3,27 em 2011, comparado a 4,49 em 2001. A força de trabalho total era de 31 915 trabalhadores, incluindo 5 437 trabalhadores artesanais e afins; 2 290 funcionários; 8 777 trabalhadores da ocupação primária; 1 117 legisladores, administradores e gerentes; 2 974 operadores e montadores de instalações e máquinas, 856 profissionais; 5 812 vendedores de serviços, lojas e vendas no mercado; 2 398 trabalhadores agrícolas e afins qualificados; e 2 069 técnicos e profissionais associados.